# Decatur megye (Indiana)
Decatur megye az Amerikai Egyesült Államokban, azon belül Indiana államban található. Megyeszékhelye és legnagyobb városa Greensburg. Lakosainak száma 26 472 fő (2020. április 1.). Decatur megye Rush, Franklin, Ripley, Jennings, Bartholomew és Shelby megyékkel határos.

## Népesség
A megye népességének változása:
| Lakosok száma | 25 796 | 25 902 | 26 126 | 26 277 | 26 521 | 26 472 |
|               | 2010   | 2011   | 2012   | 2013   | 2015   | 2020   |